# Берёзовское (озеро, Ленинградская область)
Берёзовское (фин. Mullikkajärvi) — озеро на территории Севастьяновского сельского поселения Приозерского района Ленинградской области.
Вариант названия озера — Мулликна-ярви.

## Общие сведения
Площадь озера — 0,6 км². Располагается на высоте 34,0 метров над уровнем моря.
Форма озера лопастная, продолговатая: вытянуто с севера на юг. Берега изрезанные, каменисто-песчаные, местами скалистые.
Из южной оконечности озера вытекает безымянный ручей, протекающий озёра Каменистое, Верхнее Подосиновское и Нижнее Подосиновское и втекающий в реку Бегуновку, впадающую в озеро Богатырское, из которого вытекает река Проточная, которая, в свою очередь, втекает в Рыбацкий пролив озера Вуоксы.
По центру озера расположен относительно крупный (по масштабам водоёма) остров Большой (фин. Suurisaari).
Название «Mullikkajärvi» переводится с финского языка как «Телячье озеро».
Код объекта в государственном водном реестре — 01040300211102000012851.